# Palazzo Boyl (Milis)
Palazzo Boyl è un edificio di Milis, in Sardegna. Ora di proprietà comunale, è stato costruito intorno al 1600 ed ampliato nella prima metà dell'800 dal marchese Vittorio Boyl di Putifigari, che aveva sposato l'ultima proprietaria, la nobildonna Maddalena Vacca Salazar; il palazzo veniva utilizzato come residenza estiva o saltuaria in vari periodi dell'anno. Ha accolto vari personaggi famosi come Carlo Felice, Carlo Alberto, Alberto La Marmora, Grazia Deledda, Gabriele D'Annunzio, il bibliotecario del re di Francia Antoine Claude Pasquin, detto Valery. Questi, nel suo Viaggio in Sardegna (1837), paragonò gli aranceti di Milis al Giardino delle Esperidi. All'interno del palazzo è presente il Museo del costume e del gioiello sardo, mentre nel cortile vi è un anfiteatro.